# El Paraíso, Jesús Carranza
El Paraíso är en ort i Mexiko.   Den ligger i kommunen Jesús Carranza och delstaten Veracruz, i den sydöstra delen av landet, 500 km sydost om huvudstaden Mexico City. El Paraíso ligger 91 meter över havet och antalet invånare är 1 072.
Terrängen runt El Paraíso är platt. Runt El Paraíso är det glesbefolkat, med 10 invånare per kvadratkilometer. Närmaste större samhälle är Jesús Carranza, 15,2 km sydost om El Paraíso. Omgivningarna runt El Paraíso är en mosaik av jordbruksmark och naturlig växtlighet.